# Рагби клуб Партизан
Рагби клуб Партизан је најтрофејнији српски рагби клуб из Београда, саставни члан ЈСД Партизан. Највећи успех остварио је 1994. године када је стигао до финала Купа Европе.

## Историја
Рагби клуб Партизан је један од првих рагби клубова у СФРЈ, основан је 1. новембра 1953. године у Београду. Првенство СФР Југославије у рагбију од свог оснивања 1957. до 1962. играло се по правилима Рагби лиге, међутим од 1963. правила су промењена и првенство се играло по правилима Рагби јуниона, због тога долази до гашења многих клубова, међу којима је био и Партизан, неки клубови су пак опстали и прилагодили се правилима Рагби јуниона, попут Динама из Панчева. Клуб је поново реактивиран 28. априла 1974. године и наставио је да се такмичи у Првенству Југославије. У својој дугој историји РК Партизан је 21 пута био национални првак и 17 пута освајач националног купа. Најзначајнија имена рагби клуба Партизана су Дамир Димитријевић, Жан Гарић, Драган Грујић, Милан Медић, Дејан Петровић, Саша Ђукић.
Најтрофејнија генерација рагбиста Партизана отпочела је низ освајањем титула 1990, 1991, 1992, 1993, 1996 и 1998. године. Последњу титулу у СФРЈ, рагбисти црно белих освојили су без пораза у скору од 30 бодова. Дугогодишња рагби школа негована је зналачки и упорно и плодови такве оријентације су се реализовали. Утицај румунске и француске школе рагбија а посебно рад румунског стручњака српског порекла Душана Стана деведесетих година 20. века су били база за све титуле које су уследиле. Дупла круна у сезони 1996/1997 је посебног сјаја, освојена је убедљивим и високим резултатима спојем искуства и надолазећих млађих играча.
Рагби клуб Партизан је 2016. године освојио први пут првенство Србије у рагбију 10.

## Успеси
| Такмичење                          | Такмичење                          | Број                               | Година                                                                                             |                                    |                                    |
| Национално првенство — 21 (рекорд) | Национално првенство — 21 (рекорд) | Национално првенство — 21 (рекорд) | Национално првенство — 21 (рекорд)                                                                 | Национално првенство — 21 (рекорд) | Национално првенство — 21 (рекорд) |
| ---------------------------------- | ---------------------------------- | ---------------------------------- | -------------------------------------------------------------------------------------------------- | ---------------------------------- | ---------------------------------- |
| Првенство СФР Југославије          | Првак                              | 6                                  | 1959, 1960, 1961, 1987/88, 1990/91, 1991/92.                                                       |                                    |                                    |
| Првенство СФР Југославије          | Други                              | 0                                  | /                                                                                                  |                                    |                                    |
| Првенство СРЈ / СЦГ                | Првак                              | 11                                 | 1992/93, 1993/94, 1995/96, 1996/97, 1997/98, 1998/99, 2001/02, 2002/03, 2003/04, 2004/05, 2005/06. |                                    |                                    |
| Првенство СРЈ / СЦГ                | Други                              | 3                                  | 1994/95, 1999/00, 2000/01.                                                                         |                                    |                                    |
| Првенство Србије                   | Првак                              | 4                                  | 2018, 2019, 2020, 2021.                                                                            |                                    |                                    |
| Првенство Србије                   | Други                              | 7                                  | 2007/08, 2008/09, 2009/10, 2010/11, 2016, 2017, 2022.                                              |                                    |                                    |
| Национални куп — 17 (рекорд)       |                                    |                                    | |                                    |                                    |
| Куп СФР Југославије                | Победник                           | 2                                  | 1960, 1992.                                                                                        |                                    |                                    |
| Куп СФР Југославије                | Финалиста                          | 3                                  | 1961, 1962, 1976/77.                                                                               |                                    |                                    |
| Куп СРЈ / СЦГ                      | Победник                           | 10                                 | 1993, 1994, 1995, 1996, 1997, 1998, 1999, 2000, 2003, 2005.                                        |                                    |                                    |
| Куп СРЈ / СЦГ                      | Финалиста                          | 3                                  | 2001, 2004, 2006.                                                                                  |                                    |                                    |
| Куп Србије                         | Победник                           | 5                                  | 2008, 2011, 2015, 2019, 2021.                                                                      |                                    |                                    |
| Куп Србије                         | Финалиста                          | 4                                  | 2007, 2016, 2017, 2022.                                                                            |                                    |                                    |
| Остала национална такмичења — 9    |                                    |                                    | |                                    |                                    |
| Првенство Србије у рагбију 7       | Првак                              | 8                                  | 1997, 1998, 2002, 2003, 2013, 2018, 2021, 2025.                                                    |                                    |                                    |
| Првенство Србије у рагбију 7       | Други                              | ?                                  | |                                    |                                    |
| Првенство Србије у рагбију 10      | Првак                              | 1                                  | 2016.                                                                                              |                                    |                                    |
| Првенство Србије у рагбију 10      | Други                              | 1                                  | 2015.                                                                                              |                                    |                                    |
| Континентална такмичења            |                                    |                                    | |                                    |                                    |
| Куп Европе                         | Победник                           | 0                                  | /                                                                                                  |                                    |                                    |
| Куп Европе                         | Финалиста                          | 1                                  | 1994.                                                                                              |                                    |                                    |
| Остала такмичења                   |                                    |                                    | |                                    |                                    |
| Куп Београда                       | Првак                              | 4                                  | 1954, 1955, 1959, 1961.                                                                            |                                    |                                    |
| Куп Београда                       | Други                              | ?                                  | |                                    |                                    |